# Compound Fracture
Compound Fracture è un film del 2013 diretto da Anthony J. Rickert-Epstein con Tyler Mane e Muse Watson.

## Trama
Michael Wolffesen venti anni prima si è allontanato dalla sua famiglia per la loro assurda concezione del “braco”, del rispetto e dei loro sacrifici verso chiunque non rispettasse le regole basilari del loro gruppo. La sua fidanzata Juliette lo convince a riallacciare i rapporti con la sua famiglia. I due, insieme al nipote dell'uomo, Brandon partono per il paesino dove l'uomo nacque. La macchina ha un guasto per la strada e mentre la coppia intende aggiustarla, Brandon si allontana per fumare una sigaretta, ma strane voci lo convincono a tornare indietro. Quando l'automobile è finalmente pronta per ripartire, Michael avverte la presenza di un uomo incappucciato, ma non sembra per niente spaventato.
Brandon, mentre dorme, ricorda il giorno in cui uccise suo padre sparandolo alla testa. Arrivata alla tenuta dei Wolffesen, Michael nota che la casa è piena di telecamere hi-tech e di decorazioni Voodoo. L'uomo rivede la sua matrigna Annabelle e suo padre Gary, che dapprima si dimostra scontroso, ma poi, dopo aver riconosciuto il figlio, gli chiede scusa, soprattutto per il marchio sul polso fatto a ogni membro della famiglia della generazione precedente. L'interno della casa dei Wolffesen è riempito di videocamere senza un motivo apparente. Viene inoltre fatto riferimento a Chloe, sorella di Michael e madre di Brandon, assassinata tempo addietro. Dopo il suo omicidio, Gary ha incominciato ad avere un'ossessione per la difesa, a tal punto da creare una stanza contro gli attacchi di panico, dove è presente qualsiasi incantesimo esistente contro i fantasmi e i demoni. Annabelle è stanca di vivere col padre di Michael e rivela tutto al giovane che la rassicura. A cena, scoppia una lite tra Michael e Gary, perché il figlio ricorda al padre come picchiava Chloe per motivi frivoli. Successivamente il padre del ragazzo dà uno schiaffo a Annabelle, credendola la sua prima moglie. La donna le rivela che la prima cosa che farà l'indomani è andarsene da quella casa, lasciandolo solo con la sua pazzia.
Quando tutti si dirigono nelle rispettive stanze, notano qualcosa di strano tra sogni e strane apparizioni. Gary, nota qualcosa di strano al di fuori della casa e gli altri scoprono che ha due enorme ferite di mani bruciate dietro la schiena. Michael rivela a Brandon che la famiglia ha origini vichinghe e che tempi addietro il padre maltrattava sempre la madre, fino a quando quest'ultima se ne andò di casa. A 15 anni, Michael scelse di andare dalla madre, che morì di cancro due anni dopo, poco prima del suo diciottesimo compleanno. Da quel giorno, non poté mai perdonare il padre, che con il matrimonio della famiglia, non ha mosso un dito per aiutare la moglie al contrario di Chloe che lo ha sempre perdonato. Lo sbaglio della donna è stato quello di sposare William, con cui nacque Brandon. L'uomo la maltrattò senza alcuno scrupolo e, dopo aver rotto un braccio al figlio, viene lasciato dalla donna. Furioso per il suo abbandono, William la uccide, e a sua volte, viene ucciso da Michael. Venuti a conoscenza del passato, i residenti della casa dovranno affrontarlo quando lo spirito di William ucciderà Annabelle e sua nipote Christine, rendendosi conto che tutto quello che diceva Gary corrispondeva alla verità.
Gary rivela che il marchio sul polso dei membri della famiglia servono a far rimanere le loro anime in un posto comune per l'eternità, come lo spirito di Chloe. Brandon saputo questo si sta per tagliare la mano – visto che è stato marchiato dalla madre – ma viene fermato dallo zio. La famiglia passa al contrattacco contro il fantasma di William, avendo anche l'appoggio dell'anima di Chloe. William verrà ucciso e la madre di Brandon scompare e lo stesso vale per Gary, che si rivela essere un fantasma. Michael, Brandon e Juliette escono dalla casa dei Wolffesen, turbati dagli ultimi eventi. Un'ultima scena mostra i fantasmi di Gary e Chloe ballare, mentre in sottofondo domina la risata di William.